# Nia Künzer
Nia Künzer est une footballeuse allemande née le 18 janvier 1980 à Mochudi (Botswana). Elle évolue au poste de milieu de terrain défensif au 1.FFC Francfort de 1997 à 2008. Elle a commencé sa carrière amateur au SG Eintracht Wetzlar.
Elle possède 34 sélections (2 buts) en équipe d'Allemagne, avec qui elle remporte la Coupe du monde 2003. Lors de la finale de cette Coupe du monde le but en or qu'elle inscrit face à la Suède est déclaré "Goal of the Year" (But de l'année). C'est la toute première fois que cette distinction est attribuée à une footballeuse.
Avec Francfort, Nia est sacré six fois championne d'Allemagne, remporte 2 Coupes d'Allemagne et 2 Coupes de l'UEFA.

## Palmarès
- Vainqueur de la Coupe du monde féminine 2003 avec l'Allemagne
- Championne d'Allemagne en 1999, 2001, 2002, 2003, 2005 et 2007 avec le 1.FFC Francfort
- Vainqueur de la Coupe d'Allemagne féminine en 1999, 2000, 2001, 2002, 2003 et 2007 avec le 1.FFC Francfort
- Vainqueur de la Coupe UEFA féminine en 2002 et 2006 avec le 1.FFC Francfort

## Sélections
- 34 sélections (2 buts) en équipe d'Allemagne entre 1997 et 2003 (elle est obligée de renconcer précocement à la sélection nationale à la suite de trop nombreuses blessures).
- 19 sélections en équipe d'Allemagne des - de 21 ans